# Stazione di Casorate Sempione
La stazione di Casorate Sempione è la fermata ferroviaria della linea Domodossola-Milano a servizio dell'omonimo comune.

## Strutture ed impianti
L'impianto dispone di due binari passanti, entrambi serviti da una banchina e collegati da un sottopassaggio. 
Il binario 1 è utilizzato per i treni in direzione Domodossola; il binario 2 è utilizzato per i treni in direzione Milano.
Era presente un binario per gli incroci e per le precedenze, attualmente (2016) distaccato dalla linea e inutilizzato.
È presente una sala d'attesa e un parcheggio.

## Movimento
La stazione è servita dai treni regionali ( R ) di Trenitalia sul percorso Domodossola-Milano e dai treni regionali ( R ) di Trenord sul percorso Gallarate-Arona, svolti nell'ambito del contratto di servizio stipulato con le regioni Lombardia e Piemonte. I biglietti delle due regioni sono entrambi validi.

## Servizi
È gestita da Rete Ferroviaria Italiana che ai fini commerciali classifica l'impianto in categoria Bronze.